# Lúpus eritematoso

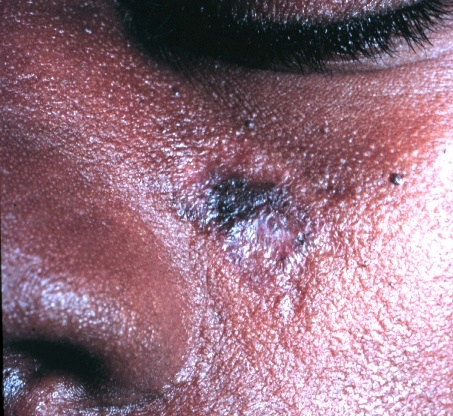
O lupus discoide se restringe a danos na pele

Existem 3 tipos de lúpus eritematoso: o lúpus eritematoso discoide, o lúpus eritematoso sistêmico e o lúpus eritematoso induzido por drogas.

## Lúpus eritematoso discoide
É sempre limitado à pele. É identificado por inflamações cutâneas que aparecem na face, nuca e couro cabeludo. Aproximadamente 10% dos casos de lúpus discoide podem evoluir para lúpus sistêmico, o qual pode afetar quase todos os órgãos ou sistemas do corpo.

## Lúpus eritematoso sistêmico
Costuma ser mais grave que o lúpus discoide e pode afetar quase todos os órgãos e sistemas. Em algumas pessoas predominam lesões apenas na pele e nas articulações, em outras pode haver acometimento dos rins, coração, pulmões ou sangue.

## Lúpus induzido por drogas
O lúpus eritematoso induzido por drogas ocorre como consequência do uso de certas drogas ou medicamentos. A lista atual de possíveis responsáveis inclui quase uma centena de drogas sendo os mais conhecidos a procainamida e a hidralazina. Os sintomas são muito parecidos com o lúpus sistêmico. Os próprios medicamentos para lúpus também podem levar a um estado de lúpus induzido. Com a suspensão do medicamento responsável os sintomas normalmente desaparecem.